# Alois Tavčar
Alois Tavčar, slovenski agronom, genetik in žlahtnitelj rastlin, * 2. marec 1895, Ljubljana, † 1. marec 1979, Zagreb.

## Življenje in delo
Alois Tavčar, brat ekonomista F. Tavčarja je osnovno šolo (1901–1906)  in višjo realko (1906–1913) obiskoval v Ljubljani, nato študiral na kmetijski fakulteti Tehniške visoke šole v Pragi in 1918 diplomiral in prav tam 1921 tudi doktoriral. Od 1922 je deloval v Zagrebu, najprj kot predstojnik zavoda za žlahtnenje rastlin, nato kot univerzitetni predavatelj. V letih 1932−1965 je bil redni profesor in večkrat dekan na zagrebški agronomsko-gozdarski fakulteti. Strokovno se je izpopolnjeval v ZDA, Združenem kraljestvu in Rusiji.
Tavčar je vzgojil več sort pšenice, ječmena, koruznih hibridov itd. z metodami selekcije, hibridizacije in uporabo jedrske energije. Prvi v Jugoslaviji je uvedel biološko vedo metode statistične analize. Skrbel je za ohranjanje domačih eko- in biotipov, zlasti pšenice in koruze. Pomagal je organizirati semenogojski postaji v Beltincih in Belju (Hrvaška) ter z njima sodeloval. Objavil je več razprav v domačem in tujem časopisju ter zbornikih s področja genetike in žlahtnjenja rastlin, predvsem pa morfogeneze in fiziologije absorbcije, opraševalnih in oplojevalnih odnosov, genetskih konstitucij in dednih lastnosti, somatske in vegetativne hibridizacije, heterorisa, vsebnosti proteinov, masti, olja, fiziologije vegetacije in počitka, vzgoje novih sort pšenice, koruze, ječmena ter žlahtnjenja drugih vrst rastlin z uporabo jedrske energije in z metodo statične analize.
Tavčar je bil član JAZU (1947), dopisni član SAZU (1953), častni doktor ljubljanske univerze (1969), član in predsednik evropskega združenja za znanstvene raziskave in žlahtnenje rastlin.